# Karang (île)
Pour les articles homonymes, voir Karang.
Karang est une île frontalière d'Indonésie située dans la mer d'Arafura, au sud des îles Aru. Elle est limitrophe de l'Australie. Cette île corallienne fait partie du kabupaten de Maluku Tenggara de la province des Moluques.